# ラファエル・バラダス
ラファエル・バラダス（Rafael Pérez Giménez Barradas、1890年1月4日 - 1929年2月12日）はウルグアイの画家、イラストレーターである。おもにスペインで働いた。

## 略歴
ウルグアイの首都、モンテビデオでスペインからの移民の息子に生まれた。姉のカルメン・バラダス(Carmen Barradas: 1888–1963)はピアニスト、作曲家になり、弟のアントニオはアントニオ・デ・イグナシオス(Antonio de Ignacios: 1893-1963)の筆名で作家になった。幼い頃から父親から美術への関心を受け継いで、独学で画家になった。雑誌の挿絵を描くようになり、1912年にヨーロッパで学んだ画家のギジェルモ・ラボルデ(Guillermo Laborde: 1886-1940)と展覧会を開いた。
イタリアのミラノのスカラ座で声楽を学ぶ友人に招かれて、1913年にヨーロッパに渡り、イタリアの未来派の運動に触れ、パリにもしばらく滞在し、新しい美術のトレンドを知ることになった。キュビスムに近いスタイルの作品を描くようになり、1914年にはバルセロナに移り、詩人のサルバト＝パパセイト(Joan Salvat-Papasseit:	1894–1924)のグループの若い詩人たちと交流した。
バルセロナに短期間滞在した後、マドリードまでの徒歩の旅を計画したが、アラゴンまで歩いたところで疲労と空腹で旅を中断し、農家の夫婦の世話になった。1915年にサラゴサで彼らの娘と結婚し、その年の暮れ、サラゴサで展覧会を開いた。1916年にはバルセロナに妻と戻り、ウルグアイからスペインに戻った母親とも合流した。スペインに住むウルグアイ生まれの画家、ホアキン・トレス・ガルシア(1874-1949)とも知り合った。
1919年にマドリードに移り、マドリードにスタジオを開いた。マドリードのカフェに集まるスペインの作家や、詩人、美術家と親しくなり、その中には劇作家のグレゴリオ・マ ルティネス・シエラ(Gregorio Martínez Sierra: 1881–1947)がいて、シエラからの注文で、舞台美術や衣装デザインの仕事もした。マドリードの出版社の書籍の挿絵も描いた。
1925年と1926年に、いくつかの展覧会に参加し、バスク地方のサン＝ジャン＝ド＝リュズにも滞在し、水彩で風景を描いた。スペインに戻るとカタルーニャのルスピタレート・ダ・リュブラガートで宗教画を描いた。この頃には体を壊していて、1828年にウルグアイに帰国し、数ヶ月後に39歳で亡くなった。
作品の多くは家族に残され、1969年にウルグアイの文化教育省に寄贈され、ウルグアイの国立美術館(Museo Nacional de Artes Visuales)などに収蔵されている。

## 作品

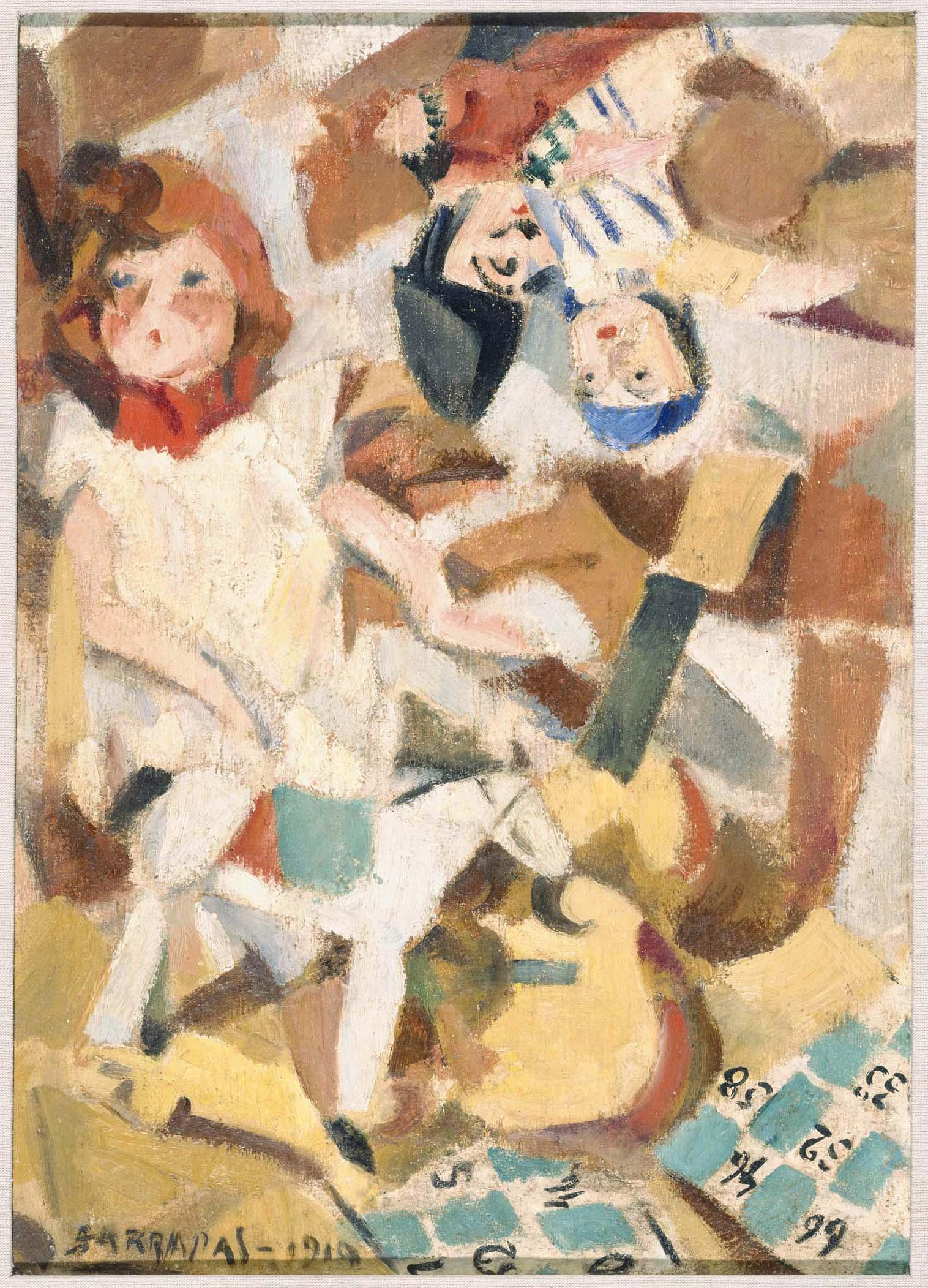
玩具 (1919) Museo Nacional Centro de Arte Reina Sofía蔵
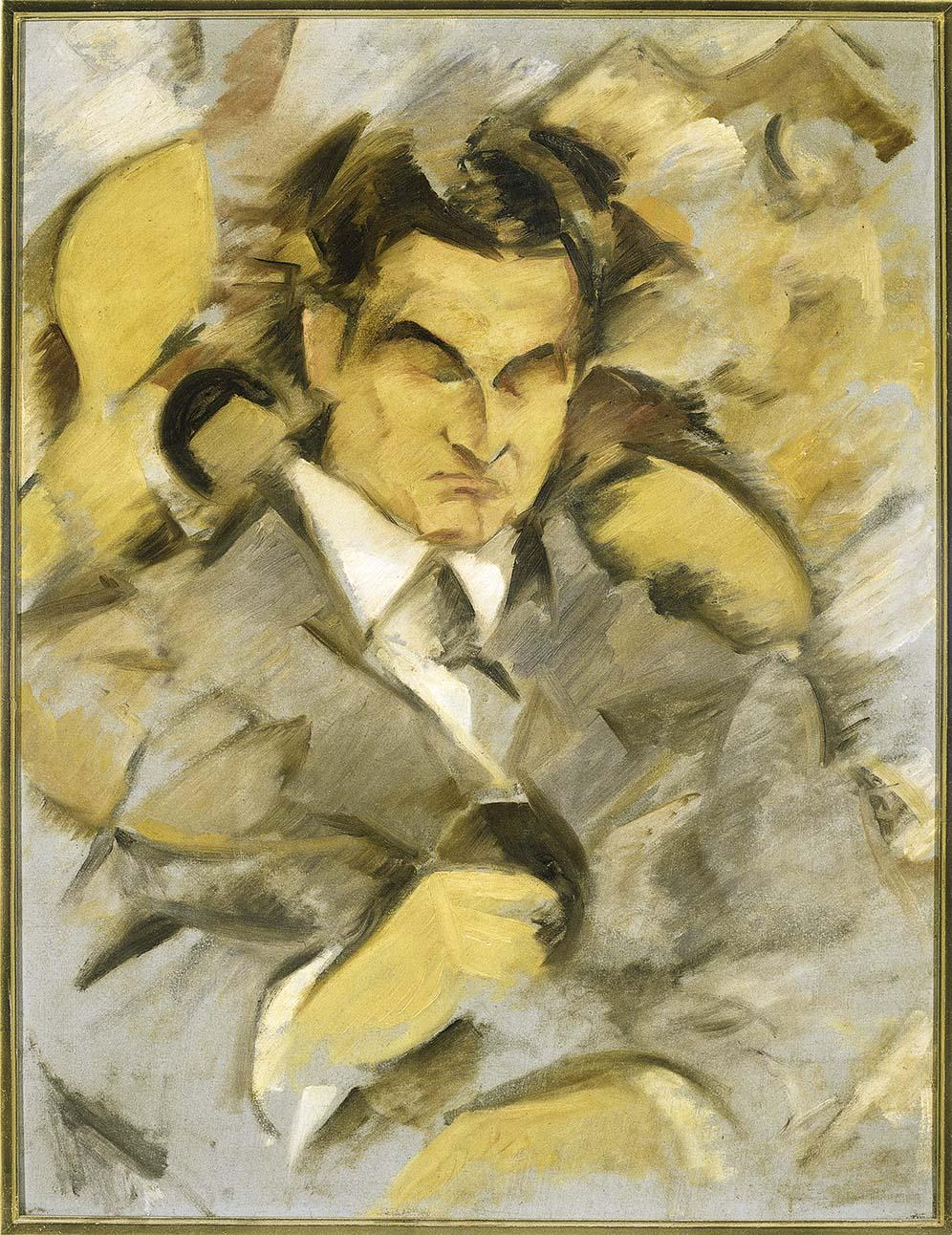
肖像画 (1920) Museo Nacional Centro de Arte Reina Sofía蔵
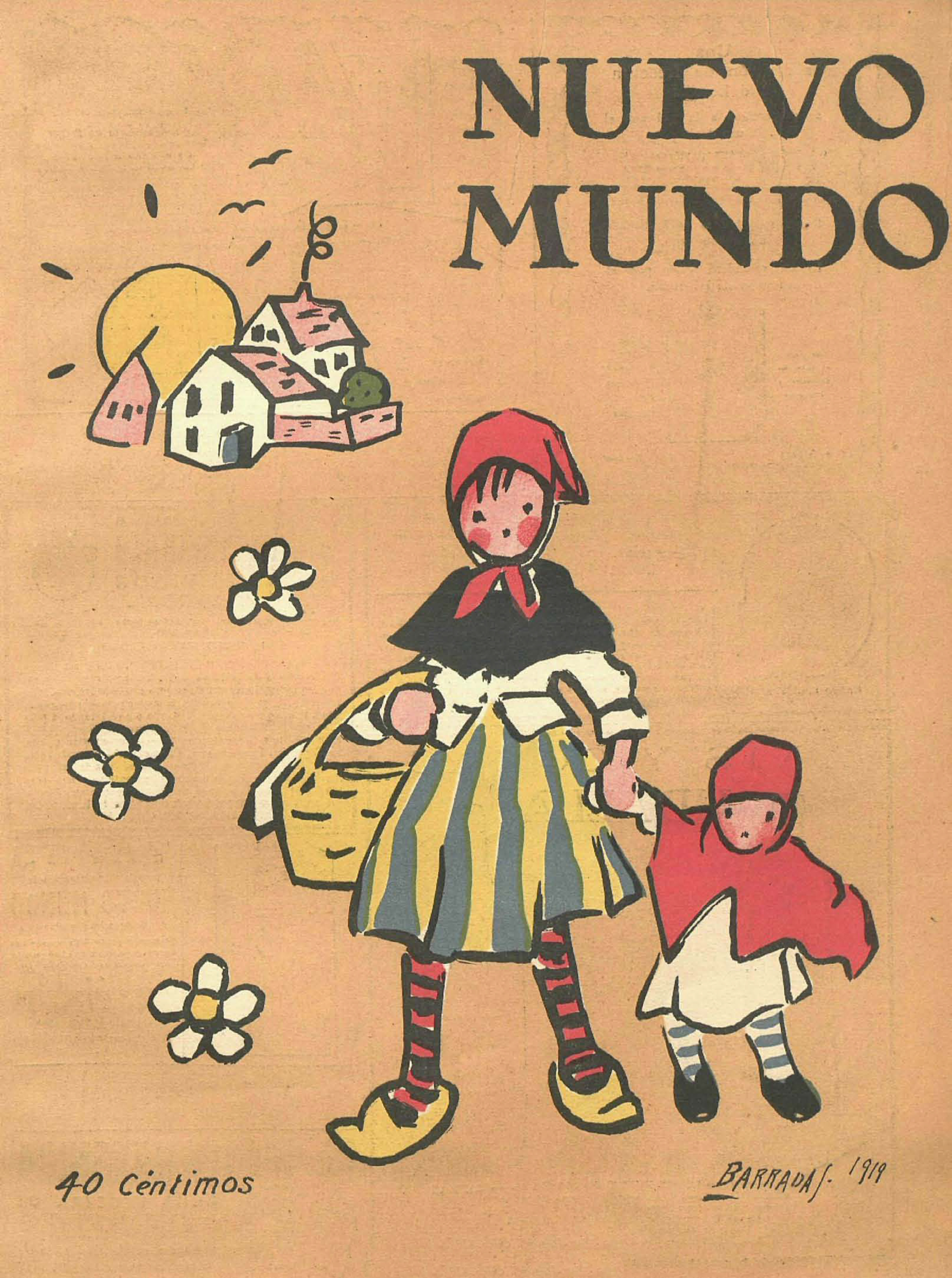
雑誌表紙絵(1921)
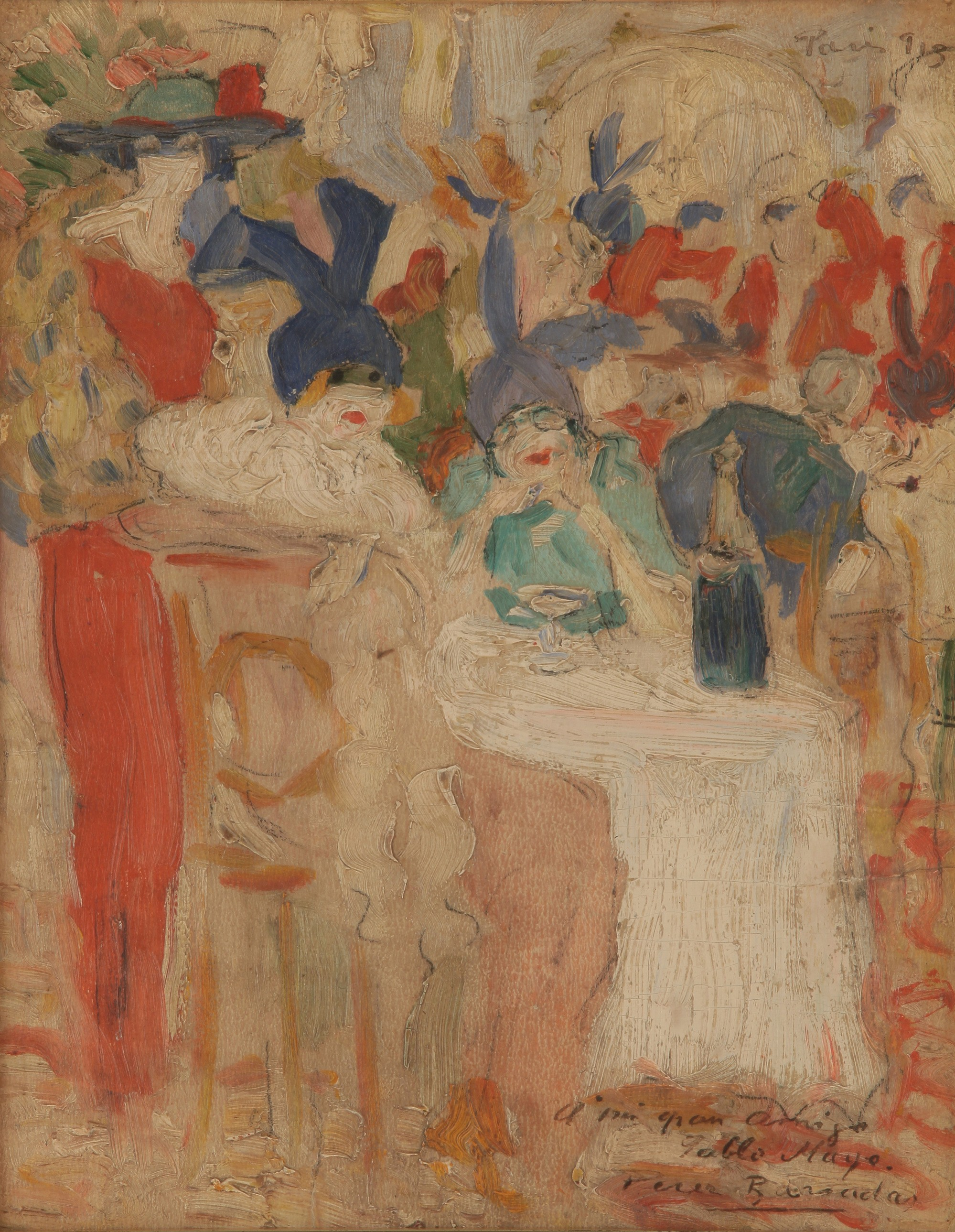
仮装パーティー(1913)

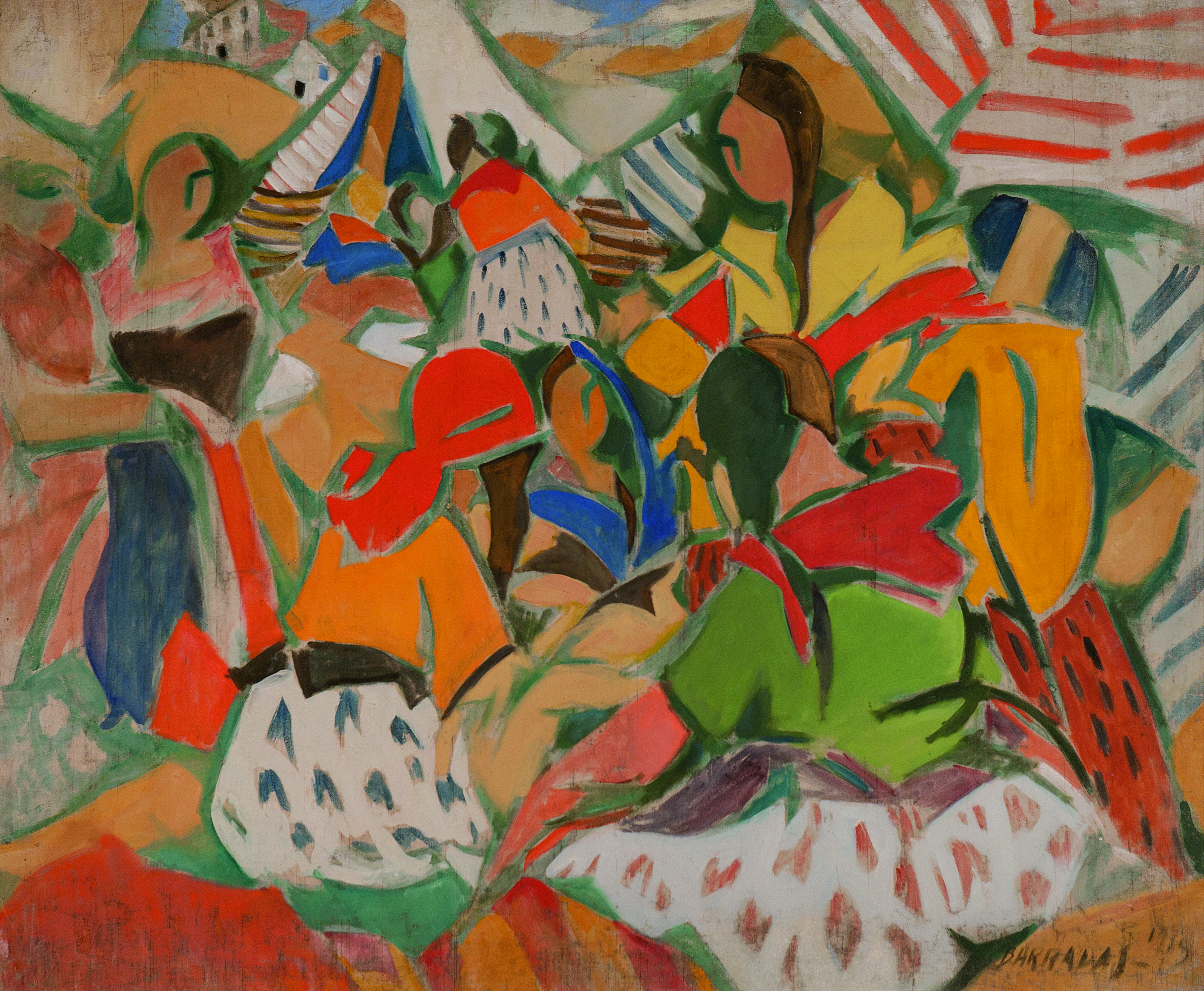
ジプシー ウルグアイ国立美術館蔵
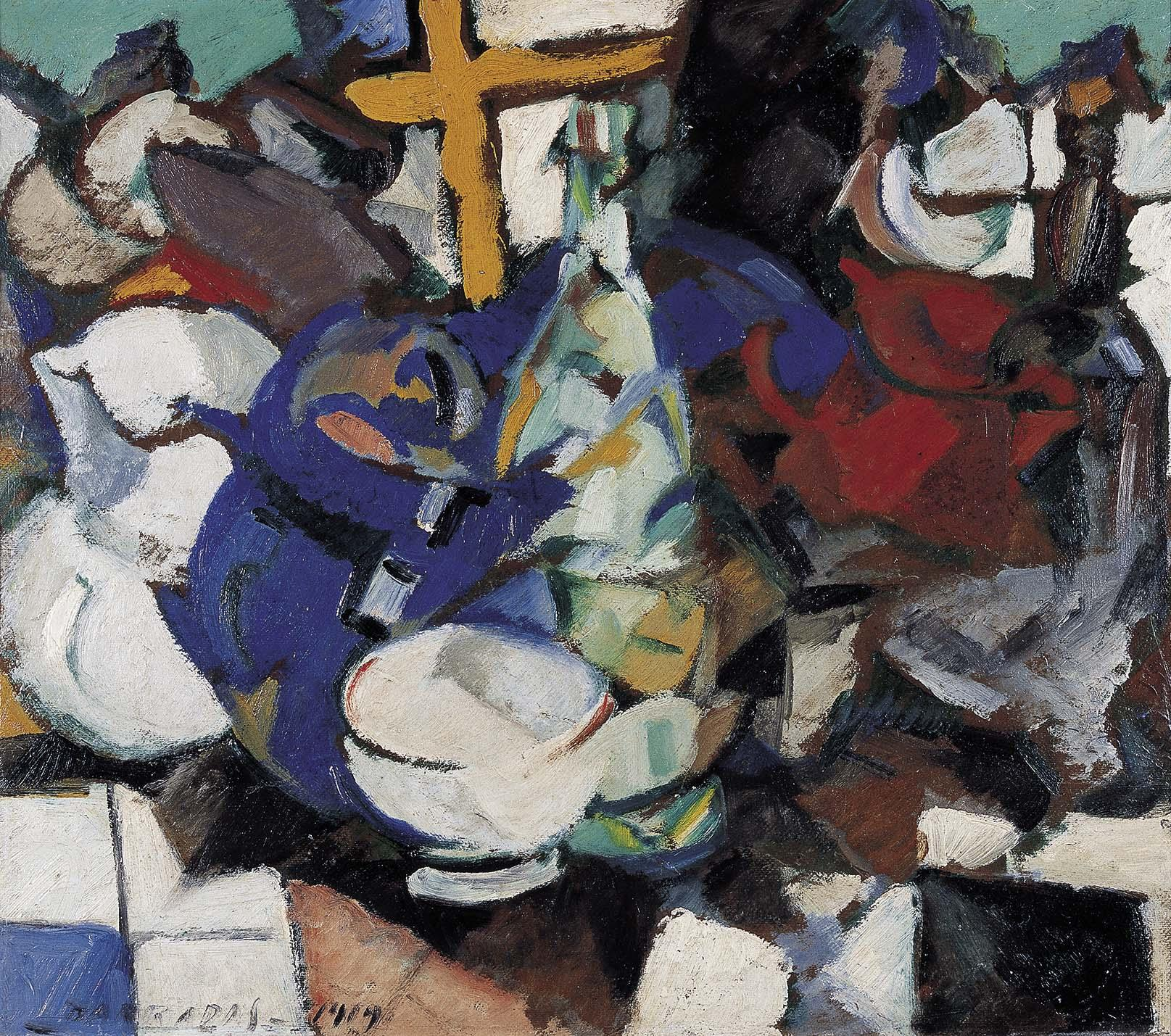
キュビスムの静物画 (1919) Museo Nacional Centro de Arte Reina Sofía蔵
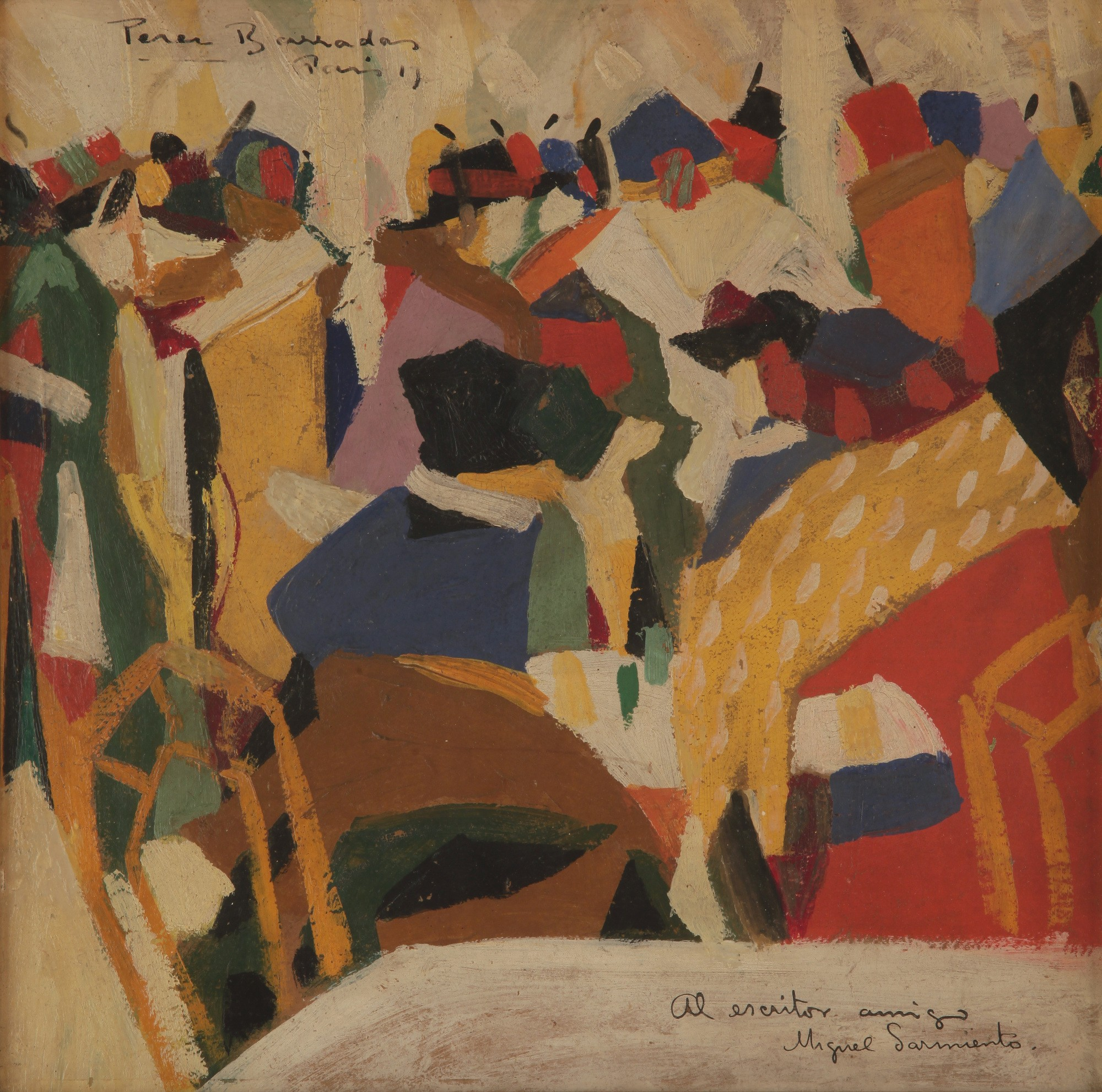

## 関連文献
- Raquel Pereda, Barradas, Galería Latina, 1989 LCCN 9483-4687
- Antonio de Ignacios, Historial Rafael Barradas, Imprensa Letras 1953
- Pilar García-Sedas, Joaquím Torres-Garcia i Rafael Barradas: un diàleg escrit, 1918-1928,[1] L’Abadia de Montserrat, 1994 ISBN 84-7826-531-7
- Manuel García Guatas, Barradas: Ars Longa Vita Brevis, Artigrama, Department of Art History, University of Zaragoza, ISSN 0213-1498 online